# Howard C. Nielson

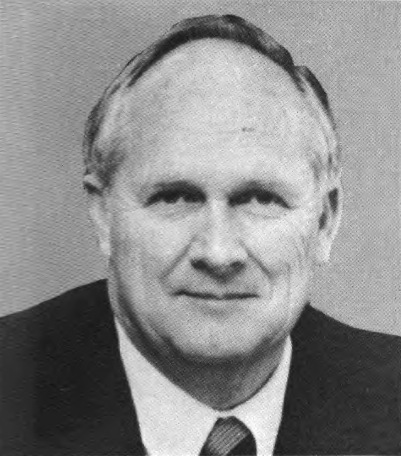
Howard C. Nielson (1985)

Howard Curtis Nielson (* 12. September 1924 in Richfield, Utah; † 20. Mai 2020) war ein US-amerikanischer Politiker.
Nielson beendete 1942 die High School und diente von 1943 bis 1946 bei den United States Army Air Forces. Er studierte an der University of Utah in Salt Lake City und erhielt dort 1947 seinen Bachelor of Science. Danach studierte Nielson an der University of Oregon in Eugene, wo er 1949 seinen Master of Science bekam. 1956 folgte ein Master of Business Administration an der Stanford University sowie 1958 einen Ph.D. an derselben Universität. Von 1949 bis 1951 war er als Ökonom tätig, dann arbeitete er von 1951 bis 1957 als Berater und war schließlich von 1957 bis 1982 Professor an der Brigham Young University.
In den 1960er-Jahren wurde Nielson in das Repräsentantenhaus von Utah gewählt und gehörte ihm von 1967 bis 1974 an, von 1973 bis 1974 war er dessen Vorsitzender (Speaker). In den Jahren 1976 bis 1978 hatte er den Posten des Associate Commissioner of Higher Education in Utah inne. Nielson wurde als Republikaner in den Kongress gewählt und vertrat dort vom 3. Januar 1983 bis zum 3. Januar 1991 den Bundesstaat Utah im Repräsentantenhaus der Vereinigten Staaten.
Zu den Kongresswahlen 1990 trat er nicht mehr an, um zusammen mit seiner Frau, mit der er seit 1948 verheiratet war und sieben Kinder hatte, für die Kirche Jesu Christi der Heiligen der Letzten Tage missionarisch tätig zu werden. Die beiden waren hierbei in Australien und Ungarn aktiv. 2003 starb seine Frau und Nielson heiratete später die Schwester des republikanischen Kongressabgeordneten Ron Packard.